# Lagonglong
Lagonglong est une localité de la province du Misamis oriental, aux Philippines. En 2015, elle compte 21 659 habitants.